# Cotati (cómic)
Los Cotati son una raza ficticia que aparece en los cómics estadounidenses publicados por Marvel Comics. Son una especie muy inteligente de plantas telepáticas.

## Historial de publicaciones
Los cotati aparecieron por primera vez en The Avengers vol. 1, # 133 (mayo de 1975) y fueron creados por Steve Englehart y Sal Buscema.

## Historia ficticia
Hace mucho tiempo, los cotati tenían forma humanoide, con ramas que servían como extremidades rudimentarias que les permitían viajar lentamente, y un torso coronado por una cabeza distinta con un rostro semi-humano con dos ojos sobre lo que parecía una boca. Los cotati luego permitieron que la evolución los despojara de su movilidad mientras concentraban sus esfuerzos en desarrollar habilidades telepáticas. Como resultado, las piernas, el torso y la cabeza de la especie se fusionaron en un solo cuerpo parecido a un tronco que estaba firmemente arraigado al suelo, y sus rostros se volvieron cada vez menos evidentes hasta que finalmente no quedó rastro de ningún rasgo facial. La mayoría de los cotati ahora parecen árboles simples y sin complicaciones, aunque algunos tienen apariencias más distintivas que incluyen caras.
Los cotati se originaron en Hala en el sistema estelar Pama en la Gran Nube de Magallanes, el mismo planeta que la guerrera raza humanoide kree. A pesar de su naturaleza agresiva, los kree ignoraron a los cotati porque creían que todas las plantas estaban por debajo de su conocimiento. Hace aproximadamente un millón de años terrestres, Hala fue visitada por una nave estelar del imperio Skrull (en ese momento, los skrulls eran una raza benevolente). Los skrull querían incluir a Hala en su imperio y ofrecían a sus habitantes su conocimiento y tecnología a cambio de su lealtad y los recursos de Hala. Para evitar cualquier disensión sobre cuál de las dos razas representaría a Hala para ellos, los skrulls propusieron una prueba de valía en la que se llevaría a un número igual de kree y cotati a diferentes mundos deshabitados y se los dejaría allí con suministros completos durante un año. Al final de ese período, cualquier grupo que hubiera hecho más con ellos mismos sería considerado el más digno. Ambas razas aceptaron estos términos y los skrulls transportaron a 17 cotati a una luna estéril en un sistema solar no especificado. Los skrulls luego transportaron 17 Kree a la Luna de la Tierra y les proporcionaron una atmósfera artificial y tecnología rudimentaria. Los kree usaron su tiempo para construir una ciudad gigantesca. Los skrulls que vinieron a recuperar los kree quedaron extremadamente impresionados y los kree se sintieron seguros de que saldrían victoriosos. Sin embargo, al regresar a Hala, los concursantes de kree fueron informados por sus compañeros de que los otros skrulls (los que habían recuperado las cotati) estaban más impresionados por la transformación de su luna estéril en un parque lleno de vida vegetal. Enfurecidos, los kree decidieron intentar ganar destruyendo a sus competidores. Rápidamente exterminaron a todos los cotati, cuando los kree informaron a los skrulls de cómo habían resuelto el problema de la representación de Hala ante ellos. Los indignados skrulls reaccionaron prometiendo rechazar a Hala para siempre, dijeron que los bárbaros kree también masacraron a la delegación skrull y se apoderaron de su nave estelar y toda su tecnología tremendamente avanzada para ellos mismos, que usarían para armarse para la guerra contra los Skrulls eones después.
Mientras el fascista kree luchó contra los skrull durante milenios, transformando radicalmente una sociedad que alguna vez fue benevolente en un estado ultramilitarista, en su propio mundo natal. Su acto de genocidio contra los cotati no fue tan completo como habían pensado: una nueva generación de cotati había surgido de las vainas de semillas que dejó caer la generación anterior cuando murieron. Inadvertidos por los kree, estos nuevos cotati se escondieron y se permitieron evolucionar hasta convertirse en una especie inmóvil con mayores habilidades telepáticas. Siglos más tarde, los cotati se pusieron en contacto con un pequeño número de kree que eran miembros de una secta pacifista secreta y formaron una alianza con ellos. Un siglo después, estos pacifistas kree eran conocidos como los Sacerdotes de Pama y sus templos contenían sótanos secretos en los que los cotati, ahora aún más evolucionados, estaban escondidos y mantenidos con vida. Sin embargo, cuando la Inteligencia Suprema exilió a los Sacerdotes a un planeta prisión yermo, los cotati los ayudaron al influir en una amenaza cósmica conocida como Star-Stalker para elegir ese planeta como su próxima comida. Los sacerdotes descubrieron un medio para contrarrestar la amenaza y la obligaron a huir, como los cotati habían confiado en que harían. Los sacerdotes pidieron una audiencia con la Inteligencia Suprema para advertirle del Acechador de Estrellas, pero la Inteligencia Suprema sospechaba que habían creado una amenaza ficticia para que fueran devueltos a la seguridad de Hala, algo que se negó a permitir. Luego, los sacerdotes propusieron que se les permitiera proteger los mundos habitados del cosmos enviando equipos de dos a esos mundos para permanecer allí como centinelas hasta que los necesiten. Dado que este plan mantendría a los disidentes alejados de Hala y terminaría con el costo de su mantenimiento en el planeta prisión, la Inteligencia Suprema aceptó esta propuesta y los sacerdotes de Pama fueron liberados para irse. Sin que nadie lo supiera, cada par de sacerdotes se llevó consigo un grupo de plantas que en realidad eran cotati.
Casi todos los cotati fueron sacados de contrabando de Hala para establecerse en templos creados y mantenidos por los sacerdotes de Pama en planetas apartados. Esos pocos en la Tierra han jugado un papel en la vida de varios superhéroes, incluidos Los Vengadores y Silver Surfer.
El ambiente artificial creado para la competencia entre los kree y los cotati sigue en pie; hoy se conoce como el Área Azul de la Luna y es la ubicación de la morada de Uatu el Vigilante; durante varios años fue también la ubicación de la ciudad Attilan de los Inhumanos. El Área Azul es también el sitio de la primera "muerte" registrada de la Fuerza Fénix durante la ahora clásica Saga de Fénix Oscura.
El mayor de los cotati de la Tierra resucitó y tomó posesión del cuerpo del Espadachín para aparearse con Mantis y engendrar al Mesías Celestial llamado Sequoia.
En "Road to Empyre", el general G'iah y sus hijas Alice, Ivy y Madison irrumpieron en un laboratorio y robaron una muestra de cotati mientras G'iah les informa cómo estaban los cotati en Hala antes de la guerra Kree-Skrull. como la historia de un cotati de poseer al Espadachín. Reclaman la muestra para preservar la especie cotati. El mayor de los cotati de la Tierra que todavía usa el cuerpo del Espadachín y Sequoia han reaparecido desde entonces en el Área Azul de la Luna después de que se revitalizó el área rica en oxígeno. Piden ayuda a los Vengadores para evitar otra masacre de cotati por parte de la Alianza kree-skrull. Thor pudo traer algunas tormentas al Área Azul de la Luna para continuar su crecimiento. Sequoiah incluso insinuó que Hulkling encabeza la alianza kree-skrull. Gracias a un discurso entusiasta de Iron Man, el equipo acordó defender a los cotati y resolver la política después sin saber que los Cuatro Fantásticos ya están entre la Alianza kree-skrull. Luego se reveló que los cotati habían abandonado su naturaleza pacífica y habían comenzado un objetivo de matar toda la vida animal. Esto hace que los Vengadores y los Cuatro Fantásticos trabajen con la alianza kree-skrull para luchar contra ellos. Una de sus invasiones involucró apuntar a los montículos Vibranium de Wakanda mientras controlaba a She-Hulk con un cotati. Con el fin de aniquilar a los cotati, R'Kill planeó usar la Pira que haría que el Sol aniquilara el Sistema Solar. Cuando Pantera Negra mata al Espadachín cotati con la Espada del Espacio mientras también destruye a Death Blossom y el plan de R'Kill para usar la Pira para aniquilar el sistema solar se frustra, quoi y cotati se rinden pacíficamente, lo que kree y skrull aceptan. Quoi es llevado lejos por Thor y She-Hulk. Todos los cotati están reunidos en el Área Azul de la Luna donde están los Vengadores, los Cuatro Fantásticos y la alianza kree-skrull. Cuando los cotati son liberados de su esclavitud de Vibranium, Mujer Invisible evita que Quoi ataque a su "tío" Thor. Franklin Storm usa sus poderes para llevar a los cotati a un planeta deshabitado que está lejos de Midgard, Skrullos y Hala, donde no causarán ningún daño. Thor luego usa la bendición de Gea para hacer que el planeta estéril se llene de vida. Esto fue suficiente para apaciguar a Quoi mientras Thor lleva a la Mujer Invisible y Franklin de regreso a los demás. Una vez que las cosas se establecen en la Luna, la forma Invisible de Nick Fury luego analiza las armas que utilizó cotati y tiene una idea sobre la raza antigua que las usó, lo que lleva al renacimiento repentino de Uatu el Vigilante.

## Conocidos cotati
- Ru'tuh-Baga - un cotati que operaba en Genosha.[11]
- Qqoi - Un ministro de ciencia cotati que trabajó con Ru'tuh-Baga.[11]
- Shi Qaanth - Un hechicero cotati que luchó contra el Capitán América en Arlington y luego comenzó el ataque a la Ciudad de México.[12]
- Sequoia - también conocida como "Quoi", Sequoia es el Mesías Celestial que es el resultado de la unión entre Mantis y un anciano cotati que poseía el cadáver de Espadachín.[4]
- Espadachín - la mayor de las cotati poseía el cadáver de Espadachín para engendrar a Quoi con Mantis.[13] Asesinado por Pantera Negra usando la Espada del Espacio.[9]
- Trrunk - Un sacerdote cotati en el Templo de Pama. Fue asesinado por Va-Sohn.[14]
- Veltri - Un lanzador de hechizos cotati que operaba en la Tierra Salvaje.[15]

## En otros medios
- En Guardianes de la Galaxia (2014), un despachador de radio ordena siete cajas de semillas de cotati antes de que él es tomado prisionero por Drax.
- En Avengers: Infinity War (2018), Gamora dice que los músculos de Thor parecen estar hechos de fibras metálicas cotati.[16]